# Campelles
Campelles és un municipi català de la comarca del Ripollès, està situat al nord-oest de la regió de l'Alt Ter. Pertany administrativament a les Comarques Gironines i compta amb una superfície 18,64 km² amb una alçada de 1303 m. El poble està situat a uns 6 quilòmetres de Ribes de Freser. La seva església està dedicada a Sant Martí.

## Geografia
- Llista de topònims de Campelles (Orografia: muntanyes, serres, collades, indrets..; hidrografia: rius, fonts...; edificis: cases, masies, esglésies, etc).

## Demografia
Segons l'idescat de 2022 el municipi te 162 habitants.
| Entitat de població | Habitants (2024) |
| Campelles           | 127              |
| el Baell            | 38               |
| Font: Idescat       |                  |

| 1497 f | 1515 f | 1553 f | 1717 | 1787 | 1857 | 1877 | 1887 | 1900 | 1910 |
| ------ | ------ | ------ | ---- | ---- | ---- | ---- | ---- | ---- | ---- |
| 13     | 12     | 12     | 167  | 114  | 374  | 423  | 399  | 403  | 395  |

| 1920 | 1930 | 1940 | 1950 | 1960 | 1970 | 1981 | 1990 | 1992 | 1994 |
| ---- | ---- | ---- | ---- | ---- | ---- | ---- | ---- | ---- | ---- |
| 425  | 426  | 364  | 378  | 407  | 411  | 219  | 176  | 134  | 134  |

| 1996 | 1998 | 2000 | 2002 | 2004 | 2006 | 2008 | 2010 | 2012 | 2014 |
| ---- | ---- | ---- | ---- | ---- | ---- | ---- | ---- | ---- | ---- |
| 127  | 123  | 125  | 128  | 122  | 106  | 128  | 127  | 136  | 132  |

| 2016 | 2018 | 2020 | 2022 | 2024 | 2026 | 2028 | 2030 | 2032 | 2034 |
| ---- | ---- | ---- | ---- | ---- | ---- | ---- | ---- | ---- | ---- |
| 137  | 133  | 140  | 162  | 165  | -    | -    | -    | -    | -    |

## Refugis
- Refugi de Pla de Prats

## En cultura popular
En el disc Sol d’hivern (2022), la cantautora Laia Llach va compondre la cançó Campelles en referència a aquesta localitat.